# 獅鷲角龍屬
獅鷲角龍屬（學名：Gryphoceratops）是角龍亞目恐龍的一屬，屬於纖角龍科，生存於白堊紀晚期的北美洲。

## 發現
正模標本（編號ROM 56635）是一個部分右齒骨，發現於加拿大亞伯達省南部的恐龍省立公園，屬於米爾克河組（Milk River Formation），地質年代約8350萬年前，相當於白堊紀中期的桑托階中期。獅鷲角龍是已知最早的纖角龍科動物之一，可能也是北美洲的最小型角龍類。

## 詞源
在2012年3月，古生物學家菲力·柯爾（Philip J. Currie）、Michael J. Ryan等人將這些化石敘述、命名。模式種是莫式獅鷲角龍（G. morrisoni），屬名意為「獅鷲獸的有角面孔」，種名是以皇家安大略博物館的化石重建人員為名。